# Vaga general catalana d'octubre de 2019
La vaga general catalana d'octubre de 2019 es va convocar a Catalunya pel 18 d'octubre de 2019 per la intersindical-CSC la Intersindical Alternativa de Catalunya amb el lema en protesta per la precarietat laboral, la pèrdua de drets dels treballadors i exigir la pujada del salari mínim interprofessional a 1200 €.

## Context
La vaga general es va convocar per fer-la coincidir amb les protestes contra la sentència del judici de l'1-O i l'arribada de les Marxes per la Llibertat a Barcelona, resposta a la sentència del judici al procés d'independència de Catalunya al Tribunal Suprem i per això es va convocar en primer terme pel 11 d'octubre, dia inicialment previst per a respondre a la sentència del judici. A la vaga es van unir la Unió de Pagesos, el Sindicat d'Estudiants, i el SEPC.

## Seguiment
El departament de Treball, Afers Socials i Famílies, xifra la caiguda del consum elèctric en el 10,11% a les deu del matí i el 7,5% a les dues de la tarda.

### Serveis mínims
El Departament de Treball, Afers socials i Famílies de la Generalitat de Catalunya va definir serveis mínims del 33% al servei de rodalies de RENFE durant tot el dia, el 50% a TMB i FGC en hores punta (de 6.30 a 9.30 i de 17.00 a 20.00) i el 25% la resta del dia, i els transports a l'aeroport del 50%.
Les escoles i les escoles bressol van comptar amb uns serveis mínims d'almenys una persona de l'equip directiu, un docent per cada sis aules d'infantil i primària, un per cada 4 aules, i a les llars d'infants, d'un terç de la plantilla. El transport escolar va ser del 100% quan no hi havia transport públic alternatiu.
Als centres d'atenció primària (CAP) hi havia com a mínim un 25% de la plantilla i els serveis d'urgència operaven amb normalitat. Als hospitals es garantia el normal funcionament de les unitats especials i de tractament de radio i quimioteràpia així com l'activitat quirúrgica inajornable. Als serveis d'urgències i emergències eren del 85% de dotacions i del 95% de personal de seguretat privada.
La ràdio i televisió públiques havia d'emetre el 50% dels continguts de canals, emissores i portals.

### Sector cultural
Nombroses sales de teatre i concerts van anunciar que suspenien les activitats per la vaga general, entre ells el Gran Teatre del Liceu o el Palau de la Música Catalana.

### Educació
La vaga general va coincidir amb la vaga general de 72 hores al sector de l'ensenyament com a resposta a la sentència de l'1-O convocada pel Sindicat d'Estudiants, del 17 d'octubre als instituts convocada pel SEPC. Al sector de l'ensenyament, el seguiment va ser del 42,5% en els centres públics, del 33,3% als concertats i del 24,6% als privats, mentre que a les universitats el seguiment va arribar fins al 90%.

### Indústria, comerç i serveis
En el sector industrial es va produir un tancament del 30% de les empreses i entre el 68% dels treballadors de les grans empreses i el 32% de les petites no van anar a treballar per adhesió a la vaga o per pacte amb l'empresa segons dades de PIMEC i Cecot. El Corte Inglés, SEAT i Bon-Preu Esclat van optar per tancament patronal, i el sector comercial arreu del país va registrar diferències entre el 20% i el 70%, i el 70% comerç de proximitat de Barcelona va tancar a la tarda.

### Sanitat
En el sector sanitari, el seguiment va ser del 20% als centres de l'ICS, del 19,9% a la sanitat concertada i del 5,4% a la sanitat privada.

### Funció pública
En el sector de la funció pública la vaga va ser seguida pel 35% dels funcionaris segons les xifres registrades pel departament de Treball.

## Transcurs de la jornada

### Talls de vies de comunicació
Des de primera hora del matí es produïren diversos talls de circulació en les principals carreteres d'accés a Barcelona coincidint amb les Marxes per la Llibertat en les que els manifestants es dirigien caminant fins a la ciutat., es va tallar l'AP-7 en els seus dos extrems, a La Jonquera i l'Ampolla també a Sant Celoni, on es va tallar la C-35, o la C-17 a la Garriga.

### Manifestacions i concentracions
La manifestació de Barcelona aplegà més de mig milió de persones, Girona 60.000 persones 32.000 a Lleida, 10.000 a Tarragona 5.000 a Tortosa, 2.000 a Granollers, i també a Tàrrega.

## Reaccions
La Intersindical-CSC va qualificar la jornada d'«èxit rotund» i va remarcar que va tenir un seguiment superior a la vaga general catalana d'octubre de 2017, tot i que el ministre de l'Interior d'Espanya en funcions Fernando Grande-Marlaska va afirmar que la seva incidència va estar per sota de les previsions de les forces de seguretat.